# 出雲教

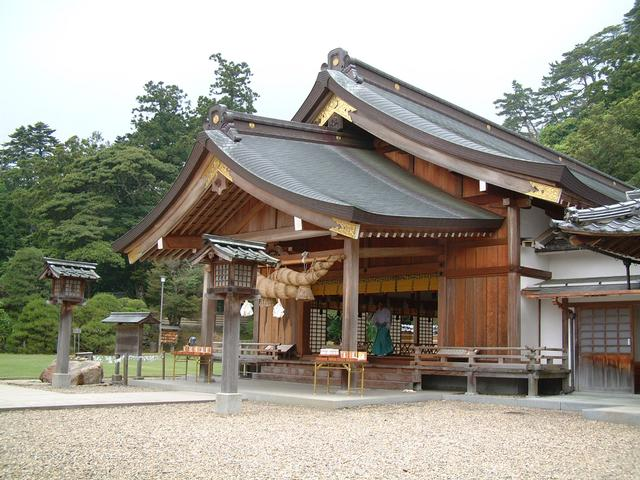
出雲大社北島国造館御神殿

出雲教（いずもきょう）は、1882年（明治15年）第76代出雲国造・北島脩孝（当時の出雲大社少宮司）が内務省の承認を経て、創設した神道教団である。総本院は、島根県出雲市大社町杵築東194（出雲大社北島国造館）に所在する。出雲大社に祀られている大国主大神の神意、信徳を教化する神社神道である。

## 祭神
大国主大神を主祭神として、造化三神・天照皇大神・産土大神・天穂日命を併神とする。また、境内の天神社には少名毘古那神、天満宮には菅原道真公・野見宿禰、御三社には出雲国造家の始祖である天穂日命（天照皇大神第二御子神）、荒神社には荒神（須佐之男命とされる）、稲荷社には宇迦之御霊神が祀られている。

## 概要
天穂日命の子孫である出雲国造北島家に伝わる祭祀の道に従い、出雲大社に祀られる大国主大神の御神徳を世に広めることを主たる目的とする神道教団である。天穂日命を教祖として、初代教長は第76代国造・北島脩孝（きたじまながのり）であり、以降、出雲国造北島家の当主が教長を継いでおり、現在第80代国造・北島建孝（きたじまたけのり）である。
第76代国造・北島脩孝は、1871年（明治4年）の太政官布告により官幣大社に列格された出雲大社の少宮司に任ぜられたが、1882年（明治15年）に神官の教導職兼帯が禁じられたのを受け、少宮司を辞任して、内務省の承認を経て、出雲大社の崇敬講として「出雲北島教会」を設立した。翌年、神道事務局（後の神道大教）に所属して、名称を「神道出雲教会」とし、1885年（明治18年）に「神道出雲教」と改めた。その後、1952年（昭和27年）に宗教法人法に基づき宗教法人「出雲教」と改称して現在に至る。
出雲教は幽事を司られる大国主大神様にお仕えしお祀りするという出雲大社創建の精神を基として、出雲大社という神社と、その御神徳を広める教団としての出雲教を区別して、出雲大社をお護りしている。また、出雲教は、千家家の主宰する出雲大社教と同様に、出雲信仰を基盤として島根県をはじめ中国地方を中心に全国各地に分院・教会・宣教所が広がっている。

## 施設

### 御神殿
主祭神の大国主大神（おおくにぬしのおおかみ）をはじめ、造化三神・天照皇大神・産土大神・出雲国造家の始祖である天穂日命が祀られている。

### 境内社
- 天神社（祭神は、農業の神、医薬・温泉・酒造の守護神、少名毘古那神である。）
- 天満宮（祭神は、出雲国造家と深い縁のある学問の神・菅原道真と相撲の神・野見宿禰である。）
- 御三社（天穂日命社・荒神社・稲荷社）
- 山王社（祭神は、鬼門を護る大地の守護神、大地主之神である。）
- 祖霊社（祭神は、大国主大神の別名、「幽冥主宰大神（かくりよしろしめすおおかみ）」と神官、教徒の祖霊である。）

### 亀山会館
参集殿として設けられており、祭典の直会などで利用されている。地元では、「北島さんの結婚式」が親しまれており、その結婚披露宴などが行われる。また、夏には期間限定で出雲茶や地元のスイーツが楽しめる「亀山カフェ」が開店され、教信徒をはじめ参拝客に利用されている。

### 八雲会館
旧信徒会館であり、結婚式場として改築され、地元の住民や全国の婚約者からの利用依頼が増えている。芸能人やスポーツ選手などの結婚式も、秘かに行われているようである。また、斎館や参集殿として利用されており、講社などの講演会にも利用されている。

### 文化財
- 四脚門（島根県指定文化財　北島国造家正門で出雲大社最古の建造物である。）
- 出雲神楽「出雲教神楽本部山王寺本郷神楽社中」（島根県指定無形民俗文化財）

### 国造邸庭園
- 竜虎の庭
- 心字池と亀の尾の滝
- 少名毘古那神像（身体健康の神、出逢いの神として石像を手で撫でて100円玉をお供えすると病気平癒、縁結びの願いが叶うと言われている。）
- 相生の松（この松に「おみくじ」を結ぶと、幾久しい幸せと良縁が得られると伝えられている。現在は観覧できない。）

### 周辺施設
- 島根県立古代出雲歴史博物館
- 真名井社家通り
- 出雲の森（森と呼ばれてはいるがムクの大樹が荒垣に囲まれて屹立しているだけの場所である。例年6月1日にこの御神木の前で、諸障りの多い夏を無事息災に過ごせるようお祈りする、「涼殿祭（真菰の神事）」が斎行される。
- 真名井遺跡（命主社の後ろで、昭和28年に重要文化財に指定された銅剣や銅矛、勾玉などが発見された。これらは出雲大社の宝物殿に展示されている。）
- 真名井の清水（出雲大社の神事に関わる神聖な水として知られる。古くから地域の人たちの生活用水にも利用されており「神水」としてこの清水を汲みにくる人も多い。島根の名水百選に選ばれている。）

## 祭典・行事
- 1月
  - 元旦 - 歳旦祭
- 2月 
  - 節分の日 - 節分祭
  - 17日 - 五穀豊穣祈願祭・教祖祭
  - 初午の日 - 初午祭
- 3月
  - 春分の日 - 春季祖霊社例祭
- 5月
  - 15日 - 例祭（出雲教例大祭）
- 6月
  - 1日 - 風雨順次悪虫退散祈願祭
  - 30日 - 大祓式（夏越の祓）
- 8月
  - 3・4日 - 天満宮祭・天神社祭
- 9月
  - 3日 - 認証記念祭
  - 秋分の日 - 秋季祖霊社例祭
- 旧10月（神在月）
  - 15日 - 龍神講祭
- 11月
  - 15日 - 紐落式（七五三詣）
  - 23日 - 新嘗祭・御種祭
- 12月
  - 15日 - 謝恩祭
  - 23日 - 天長節祭
  - 31日 - 大祓・大晦日祭
- 毎月1日、15日 - 月次祭
- 毎日早朝 - 日供祭

## 神社界等貢献
- 出雲国造北島家は、天皇家との親戚関係にあたり、天皇家に仕える職員を輩出している。
- 全国の有名神社の神職や職員を多数輩出している。